# Ostrožská Lhota
Ostrožská Lhota – gmina w Czechach, w powiecie Uherské Hradiště, w kraju zlińskim. Według danych z dnia 1 stycznia 2012 liczyła 1532 mieszkańców.
Zobacz też:
- Lhota